# Chinese Taipei Open 1996
Die Chinese Taipei Open 1996 im Badminton fanden vom 10. bis zum 14. Januar 1996 in Taipeh statt. Das Preisgeld betrug 125.000 US-Dollar, was dem Turnier zu einem Fünf-Sterne-Status im Grand-Prix-Circuit verhalf.

## Sieger und Platzierte
| Disziplin    | Gold                                    | Silber                            | Bronze                         |
| ------------ | --------------------------------------- | --------------------------------- | ------------------------------ |
| Herreneinzel | Dong Jiong                              | Rashid Sidek                      | Alan Budikusuma                |
| Herreneinzel | Dong Jiong                              | Rashid Sidek                      | Sun Jun                        |
| Dameneinzel  | Susi Susanti                            | Ye Zhaoying                       | Wang Chen                      |
| Dameneinzel  | Susi Susanti                            | Ye Zhaoying                       | Han Jingna                     |
| Herrendoppel | S. Antonius Budi Ariantho Denny Kantono | Peter Axelsson Pär-Gunnar Jönsson | Huang Zhanzhong Jiang Xin      |
| Herrendoppel | S. Antonius Budi Ariantho Denny Kantono | Peter Axelsson Pär-Gunnar Jönsson | Rudy Gunawan Bambang Suprianto |
| Damendoppel  | Ge Fei Gu Jun                           | Kim Mee-hyang Kim Shin-young      | Tomomi Matsuo Masako Sakamoto  |
| Damendoppel  | Ge Fei Gu Jun                           | Kim Mee-hyang Kim Shin-young      | Eliza Nathanael Zelin Resiana  |
| Mixed        | Michael Søgaard Rikke Olsen             | Liu Jianjun Sun Man               | Simon Archer Julie Bradbury    |
| Mixed        | Michael Søgaard Rikke Olsen             | Liu Jianjun Sun Man               | Tri Kusharyanto Minarti Timur  |

## Finalergebnisse
| Disziplin    | Sieger                            | Finalist                                | Ergebnis           |
| ------------ | --------------------------------- | --------------------------------------- | ------------------ |
| Herreneinzel | Dong Jiong                        | Rashid Sidek                            | 15-11, 15-4        |
| Dameneinzel  | Susi Susanti                      | Ye Zhaoying                             | 11-5, 11-2         |
| Herrendoppel | Pär-Gunnar Jönsson Peter Axelsson | S. Antonius Budi Ariantho Denny Kantono | 15-10, 8-15, 15-10 |
| Damendoppel  | Ge Fei Gu Jun                     | Kim Mee-hyang Kim Shin-young            | 15-8, 15-13        |
| Mixed        | Michael Søgaard Rikke Olsen       | Liu Jianjun Sun Man                     | 15-3, 7-15, 15-12  |